# Obróbka skrawaniem

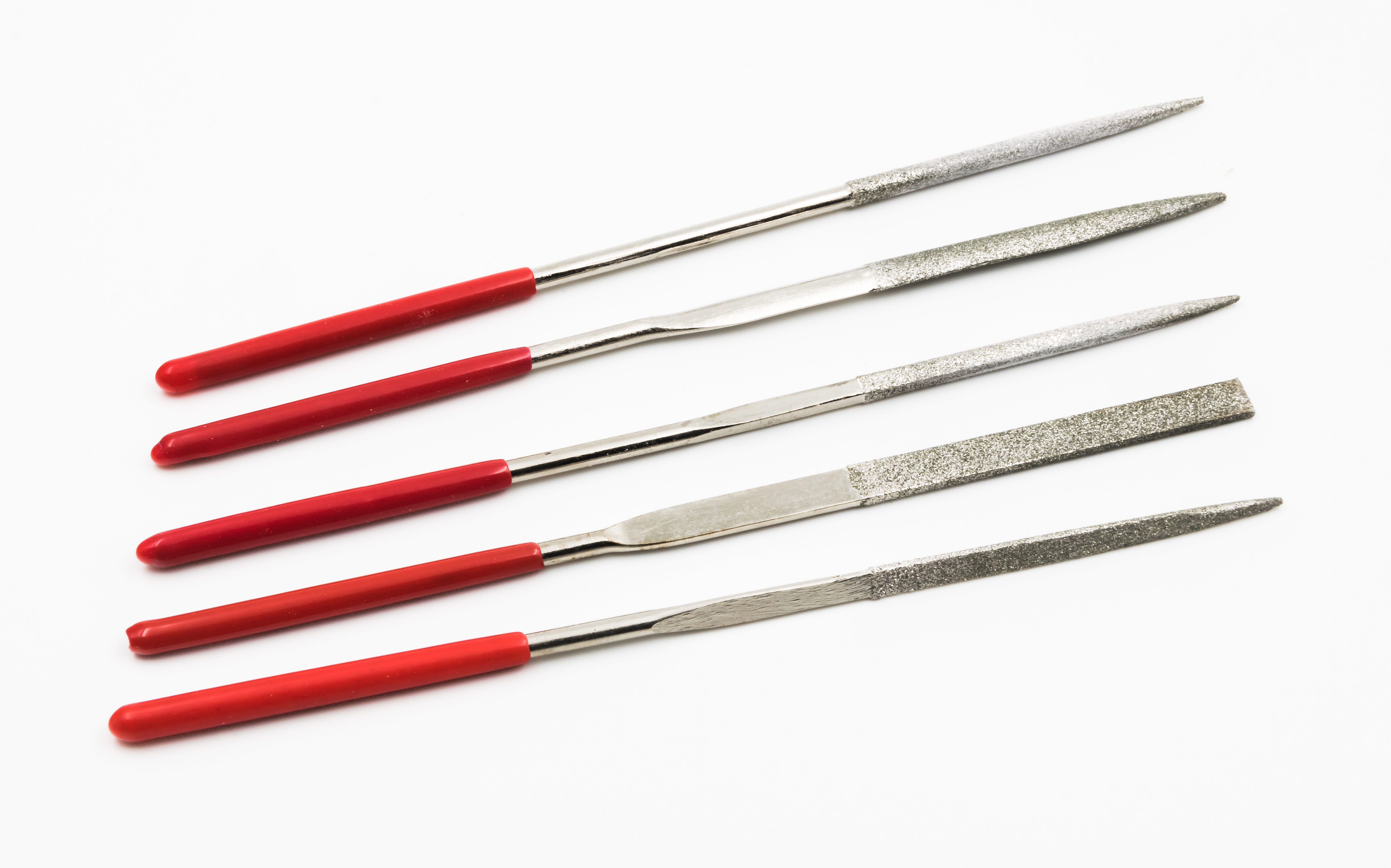
Pilniki iglaki służące do ręcznej obróbki skrawaniem

Obróbka skrawaniem – rodzaj obróbki ubytkowej polegający na usuwaniu poszczególnych warstw naddatku obróbkowego i zamienianie go na wióry. Obróbka skrawaniem dzieli się na obróbkę wiórową oraz obróbkę ścierną. Obróbkę wiórową wykonuje się narzędziami o ustalonej geometrii i liczbie ostrzy, a powstające wióry mają określony kształt, zależny w mniejszym lub znacznym stopniu od innych czynników takich jak materiał obrabiany, posuw, prędkość skrawania, temperatura skrawania itp. Natomiast obróbkę ścierną charakteryzują bardzo drobne ostrza o nieokreślonej liczbie oraz geometrii, przy czym produktem są wióry w postaci małych drobin również o nieustalonej geometrii.
W zależności od dokładności obróbki rozróżniamy:
- Obróbkę zgrubną,
- Obróbkę średnio dokładną,
- Obróbkę dokładną,
- Obróbkę bardzo dokładną (wykańczającą).

W zależności od metody kształtowania powierzchni obrobionej rozróżnia się: 
- Obróbkę punktową,
- Obróbkę kształtową,
- Obróbkę obwiedniową.

W zależności od liczby przejść rozróżnia się: 
- Obróbkę jednoprzejściową,
- Obróbkę wieloprzejściową.

W zależności od stopnia zmechanizowania procesu obróbki rozróżnia się: 
- Obróbkę ręczną,
- Obróbkę ręczną zmechanizowaną,
- Obróbkę maszynową na obrabiarkach konwencjonalnych,
- Obróbkę maszynową na obrabiarkach sterowanych numerycznie.

## Podział obróbki skrawaniem
Obróbkę skrawaniem dzieli się na dwie grupy:
- obróbkę wiórową,
- obróbkę ścierną.

Do pierwszej grupy zalicza się metody, w których zdefiniowana jest geometria ostrza i ich liczba. Drugą grupę stanowią metody, w których takie informacje nie są określone.